# Rezerwat Biologiczny Tyrwowicze
Republikański Rezerwat Biologiczny Tyrwowicze (biał. Біялагічны заказнік Тырвовічы; ros. Республиканский биологический заказник «Тырвовичи») – rezerwat biologiczny położony na Białorusi, chroniący obszary leśne grabu, sosny i olszy czarnej oraz występujące w nich zagrożone gatunki roślin i zwierząt.
Zarządzany jest przez Piński Rejonowy Komitet Wykonawczy.

## Położenie
Rezerwat obejmuje 1391 ha lasu w rejonie pińskim (część granicy rezerwatu pokrywa się z granicą rejonów pińskiego i stolińskiego), w obwodzie brzeskim.
Nazwa pochodzi od położonej w pobliżu wsi Tyrwowicze.

## Historia
Rezerwat Biologiczny Tyrwowicze utworzono w 1994.

## Biotopy i hydrologia
Terytorium rezerwatu to bagienny, słabo odwodniony teren. Zakazane jest zmienianie gospodarki wodnej rezerwatu, z wyjątkiem przywracania stanu pierwotnego.
Występują olsy (łąkowe i turzycowate), lasy sosnowe z domieszką drzew liściastych oraz lasy grabowe, wśród których najliczniej pojawiają się stanowiska roślin zagrożonych.

## Fauna i flora

### Fauna
W Rezerwacie Biologicznym Tyrwowicze odnotowano następujące gatunki ssaków: sarna, łoś, dzik euroazjatycki, wilk szary, lis rudy, jenot azjatycki, zając szarak i borsuk europejski.
Z ptaków występują: świergotek drzewny, wilga zwyczajna, trznadel zwyczajny, zięba zwyczajna, luscinia, kukułka zwyczajna, cierniówka, grzywacz, jarząbek zwyczajny, szpak zwyczajny, kos zwyczajny, kwiczoł, rudzik, pleszka zwyczajna, błotniak stawowy, myszołów zwyczajny, chruściele, bocian czarny, puchacz zwyczajny, bąk zwyczajny i pustułka zwyczajna.
Wśród zwierząt z innych gromad na uwagę zasługuje żółw błotny.

### Flora
Na terenie rezerwatu stwierdzono występowanie następujących gatunków roślin wpisanych do Czerwonej Księgi Białorusi: obuwik pospolity, żywiec cebulkowy, ciemiężyk białokwiatowy, konwalia majowa, dzwonek brzoskwiniolistny i kokorycz pusta. Ponadto występują m.in.: wiązówka błotna, malina właściwa, widłak goździsty, barszcz syberyjski, mydlnica lekarska, macierzanka piaskowa, wierzbówka kiprzyca czy kocanki piaskowe.
W runie lasów sosnowych dominują mchy. Spotyka się w nim także następujące gatunki: wrzos zwyczajny, borówka czarna, borówka brusznica, mącznica lekarska, gruszyczka okrągłolistna, widłak goździsty, pszeniec leśny, kostrzewa owcza czy pomocnik baldaszkowy.
Z drzew, prócz trzech głównych gatunków lasotwórczych (grabu, sosny i olszy czarnej), występują: dąb szypułkowy, brzoza brodawkowata i jarząb, a z krzewów jałowiec pospolity i janowiec barwierski.

## Działalność człowieka
Na terenie rezerwatu w określonych okresach dozwolone jest polowanie na niektóre gatunki zwierząt.